# Anders Eggert
Anders Eggert Jensen (Aarhus, Danska, 14. svibnja 1982.) je danski rukometaš i nacionalni reprezentativac. Igrač je visok 1,78 m i težak 78 kg te trenutno nastupa za njemački Flensburg. Igrač je za Dansku debitirao 6. lipnja 2003. protiv Mađarske na jednom međunarodnom turniru u Antwerpenu. Od najvećih reprezentativnih rezultata tu su srebro sa Svjetskog prvenstva 2011. u Švedskoj te europski naslov u Srbiji 2012.
S Danskom je 2013. godine osvojio srebro na svjetskom prvenstvu u Španjolskoj. Španjolska je u finalu doslovno ponizila Dansku pobijedivši s 35:19. Nikada nijedna momčad nije izgubila s toliko razlikom kao Danci čime je stvoren novi rekord u povijesti finala svjetskog rukometnog prvenstva.

## Vanjske poveznice
- Profil igrača  Arhivirana inačica izvorne stranice od 7. ožujka 2012. (Wayback Machine)